# Nesoenas picturatus
La tórtola malgache (Nesoenas picturatus) es una especie de ave columbiforme de la familia Columbidae propia de Madagascar y los archipiélagos circundantes (Comoras, Mascareñas, Mayotte, Seychelles y el Territorio Británico en el Océano Índico).

## Taxonomía

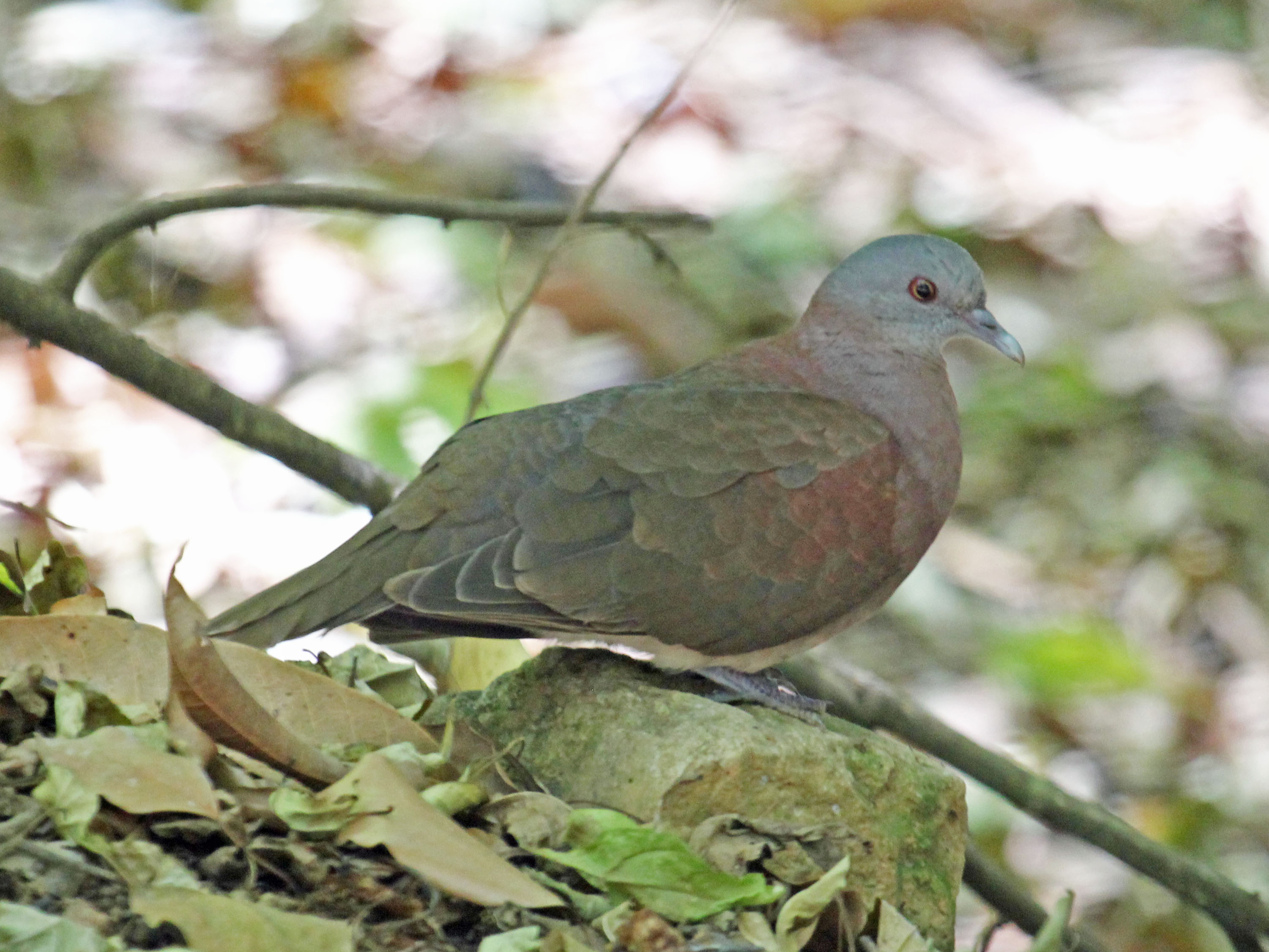
Nesoenas picturata en Madagascar.

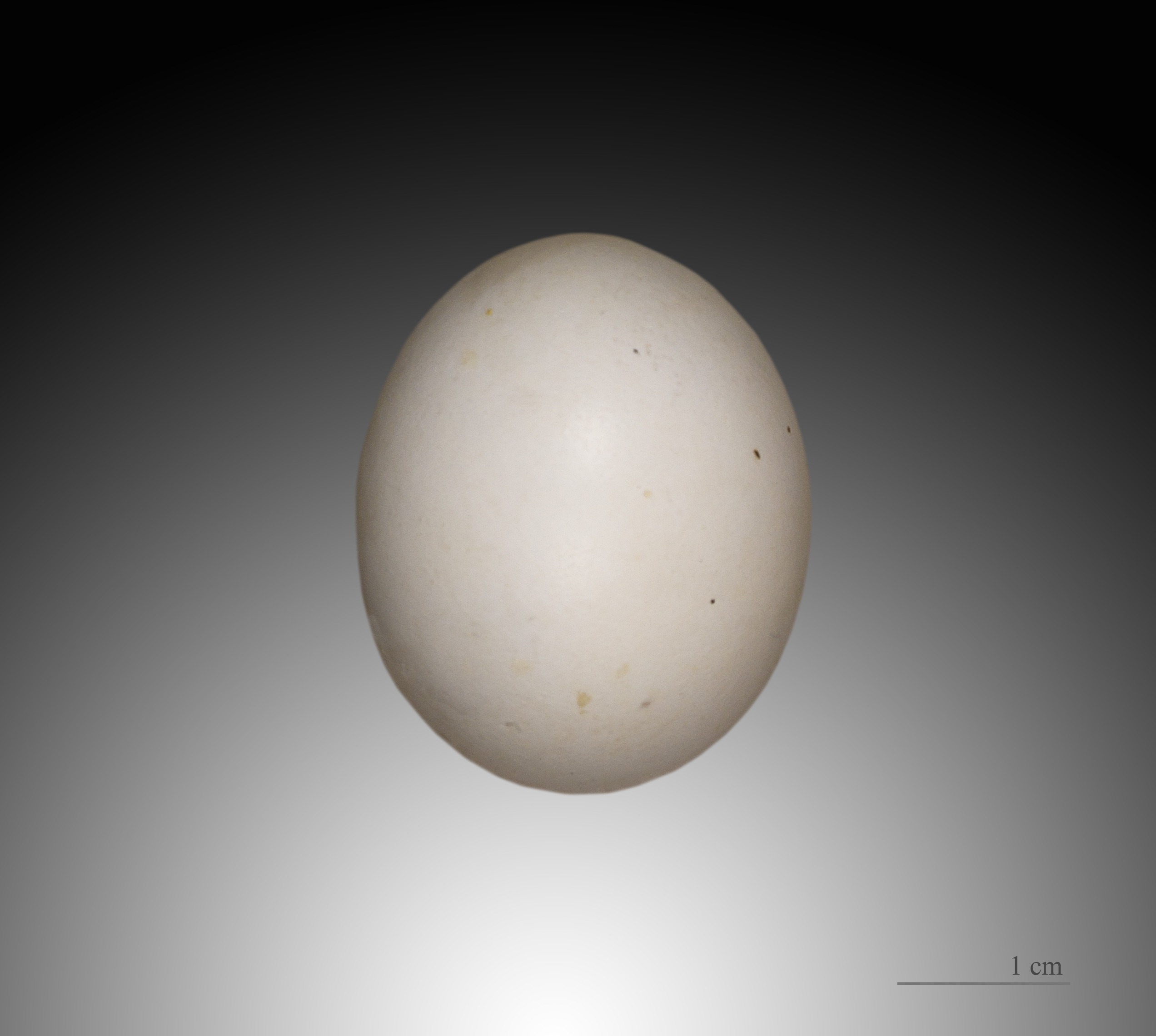
Huevo de Nesoenas picturata (MHNT).

Su pariente vivo más cercano es la paloma de Mauricio (Nesoenas mayeri), con la que forma un linaje separado tanto de las palomas típicas (Columba) como de las tórtolas típicas (Streptopelia), aunque un poco más cercano a estas últimas. Por ello ambas fueron clasificadas anteriormente en Streptopelia, aunque ahora se reúnen separadas en Nesoenas.
Se reconocen cinco subespecies de tórtola malgache:
- N. p. rostratus – se encuentra en las Seychelles;
- N. p. aldabranus † – se localizaba en las islas Amirante;
- N. p. coppingeri – se extiende por Aldabra, el atolón de Cosmoledo y las islas Gloriosas;
- N. p. comorensis – presente en las Comoras;
- N. p. picturatus – ocupa Madagascar.

La paloma de Rodrigues, un taxón extinto y bastante enigmático, de la isla de Rodrigues, en las Mascareñas, fue considerada otra subespecie de N. picturata, pero en la actualidad la opinión generalizada es que es una especie separada, N. rodericanus. La tórtola malgache también fue clasificada como la única especie del género Homopelia. Esto no sería del todo incorrecto, si la extinta población de paloma de Rodrigues se situara también en Homopelia, manteniendo en Nesoenas a la paloma de Mauricio, pero es considerada una división excesiva para los expertos actuales.

## Estado de conservación
Aunque en algunas islas la población es escasa —incluso en situación precaria— la población total de N. picturata se considera como especie bajo preocupación menor en la Lista Roja de la UICN.